# Нилс Абел
Нилс Хенрик Абел (норв. Niels  Abel; Недстранд, 5. август 1802 — Фроланд, 6. април 1829) је био норвешки математичар. Дао је значајне радове у теорији реалних и комлексних функција, посебно у општој теорији интеграла алгебарских функција и теорији степених редова, развио теорију елиптичних функција и теорију решавања алгебарских једначина вишег степена. Независно од других поставио основе теорије интегралних једначина. Исцрпљен сиромаштвом умро од туберкулозе. Абелов ред је дивергентни ред Σ(1/n 1n n). Абелова група је комутативна група. Његова сабрана дела први пут су издата 1839. године. 
Његов најпознатији резултат је први комплетан доказ који показује немогућност решавања опште једначине петог степена. Ово питање је било један од најзначајнијих отворених проблема тога времена, и није био решив током 250 година. Абел је такође био иноватор у области елиптичких функција. Открио је функцију која је по њему названа Абелова функција. Упркос достигнућима, Абел није био признат током живота; он је до свих својих открића дошао живећи у великом сиромаштву и умро је са 26 година.
Највећи број својих радова је написао током шест или седам година свог радног века. Што се тиче Абела, француски математичар Шарл Ермит је рекао: „Абел је оставио математичарима толико материјала да би могли да раде на томе у наредних пет стотина година.“ Други француски математичар, Адријен-Мари Лежандр, рекао је: "Какав ум има тај млади норвежанин!"
Абелова награда из математике, првобитно предложена 1899. године, је допуна Нобелове награде и добила је име у његову част.

## Живот

### Младост
Нилс Абел је рођен у Недстранду, у Норвешкој, као друго дете пастора Серен Георг Абела и Ане Мари Симонсен. Када је Нилс Абел рођен, породица је живела у парохији на Финој. Врло је вероватно да је Нилс Хенрик рођен у суседној парохији, док су његови родитељи боравили код судског извршитеља (због немогућности плаћања дугова) у Недстранду током јула и августа у години Нилсовог рођења.
Отац Нилса Абела, Серен Георг Абел је имао диплому из теологије и филозофије и служио је као свештеник у Финоју. Серенов отац, Нилсов деда Ханс Матиас Абел је такође био свештеник, у Гјерстаду код Рисора. Серен је провео детињство у Гјерстаду, а такође је служио и као капелан. После очеве смрти 1804. године, Серен је именован за свештеника у Гјерстаду и породица се преселила тамо. Породица Абел је пореклом из Шлезвига, а населили су се у Норвешкој у 17. веку.
Ан Мари Симонсен је била из Рисера; њен отац, Нилс Хенрик Сакилд Симонсен, био је трговац и трговачки бродовласник, и сматра се да је најбогатија особа у Рисеру. Ан Мари је одрасла са две маћехе, у релативно луксузном окружењу. У парохији Јерстад, она је уживала у приређивању балова и друштвених окупљања. Много тога указује на то да је рано постала алкохоличарка и да се мало занимала за васпитање деце. Нилсу Хенрику и његовој браћи отац је пружио образовање, са ручно писаним књигама за читање. Таблица сабирања у књизи математике гласи: 1+0=0.

### Катедрална школа и Краљевски Фредериков универзитет
Са норвешком независношћу и првим изборима одржаним у Норвешкој, 1814. године, Серен Абел је изабран за представника Стортинга. Састанци Стортинга одржавани су до 1866. у главној сали Катедралне школе у Кристијанији (данас познатој као Осло). Готово сигурно, тако је дошао у контакт са школом и одлучио је да наредне године у њу крене његов најстарији син Ханс Матијас. Међутим, када се приближило време његовог одласка, Ханс је био толико тужан и депресиван због тога што је морао да напусти кућу да се отац није усудио да га пошаље. Одлучио је да уместо тога пошаље Нилса.
Године 1815. Нилс Абел је са 13 година ушао у Катедралну школу. Годину касније му се придружио његов старији брат Ханс. Делили су собе и заједно су имали часове. Ханс је добио боље оцене од Нилса; међутим, нови наставник математике, Бернт Мајкл Холмбу, је постављен 1818. Он је ученицима дао математичке задатке које је требало да раде код куће. Увидео је таленат Нилса Хенрика у математици и подстакао га да изучава предмет на напредном нивоу. Чак је Нилсу давао приватне часове после школе.
Године 1818, Серен Абел је имао јавну теолошку расправу са теологом Стенером Јоханесом Стенерсеном у вези са његовим катекизмом из 1806. Аргумент је био добро покривен у штампи. Серен је добио надимак „Абел Треатинг“ (норвешки: „Абел Спандабел“). Речено је да је Нилсова реакција на свађу била „претерана веселост”. Истовремено, Серен се скоро суочио са опозивом након што је увредио Карстена Анкера, домаћина Норвешке уставотворне скупштине; и у септембру 1818. вратио се у Јерштад са својом политичком каријером у рушевинама. Почео је много да пије и умро је тек две године касније, 1820. године, са 48 година.
Бернт Мајкл Холмбу је подржао Нилса Хенрика Абела са стипендијом да остане у школи и прикупио новац од својих пријатеља како би му омогућио да студира на Краљевском Фредериковом универзитету.
Када је Абел ушао на универзитет 1821. године, већ је био најобразованији математичар у Норвешкој. Холмбу није имао чему више да га научи, а Абел је проучио сву најновију математичку литературу у универзитетској библиотеци. Током тог времена, Абел је почео да ради на квинтичкој једначини у радикалима. Математичари су тражили решење за тај овај проблем више од 250 година. Године 1821, Абел је сматрао да је пронашао решење. Два професора математике у Кристијанији, Серен Расмусен и Кристофер Ханстин, нису пронашли грешке у Абеловим формулама и послали су рад водећем математичару у нордијским земљама, Карлу Фердинанду Дегену у Копенхагену. Ни он није пронашао грешке, али је и даље сумњао да је решење, за којим су тако дуго тражили толики врхунски математичари, заиста могао да пронађе непознати ученик у далекој Кристијанији. Деген је, међутим, приметио Абелов необично оштар ум и веровао да тако талентован младић не треба да троши своје способности на тако „стерилни објекат“ као што је једначина петог степена, већ радије на елиптичке функције и трансценденцију; јер ће тада, писао је Деген, „открити Магеланске магистрале до великих делова огромног аналитичког океана“. Деген је замолио Абела да пружи нумерички пример свог метода. Покушавајући да пружи пример, Абел је пронашао грешку у свом раду. Ово је довело до открића 1823. да је решење једначине петог или вишег степена немогуће.
Абел је дипломирао 1822. Његов учинак био је изузетно висок у математици и просечан у другим областима.

### Каријера
Након што је дипломирао, професори са универзитета су финансијски подржавали Абела, а професор Кристофер Ханстин му је дозволио да живи у соби у поткровљу своје куће. Абел ће касније гледати на госпођу Ханстин као на своју другу мајку. Док је живео овде, Абел је помогао свом млађем брату да прође кроз пријемни испит за универзитет. Такође је помогао својој сестри Елизабети да нађе посао у граду.
Почетком 1823, Нилс Абел је објавио свој први чланак у „Magazin for Naturvidenskaberne”, првом норвешком научном часопису, чији је саоснивач био професор Ханстин. Абел је објавио неколико чланака, али је часопис убрзо схватио да то није материјал за обичног читаоца. Године 1823, Абел је написао и рад на француском. Био је то „општи приказ могућности да се интегришу све диференцијалне формуле“ (норвешки: en alminnelig Fremstilling af Muligheten at integrere alle mulige Differential-Formler). Конкурисао се за средства на универзитету да га објави. Међутим, дело је изгубљено током рецензирања, а након тога никада није пронађено.